# John Endler
John A. Endler es un etólogo y biólogo evolutivo canadiense conocido por su trabajo en la adaptación de vertebrados a un único ambiente, y como coevolucionan las capacidades sensoriales de un animal y sus patrones de color.

## Biografía y carrera
Nacido en Canadá, Endler estudio en la Universidad de Edimburgo en Escocia y posteriormente trabajo en las universidades de California, Estados Unidos, y en la Universidad James Cook de North Queensland, Australia. Actualmente trabaja en la Universidad de Deakin, Victoria, Australia. Desde 2006 es profesor de comportamiento animal en la escuela de psicología en el Exeter College, en Inglaterra. En 2007 fue nombrado miembro de la Academia Americana de las Artes y las Ciencias.

## Logros investigativos
Endler ha desarrollado un amplio trabajo con guppys, incluyendo el redescubrimieto en 1975 de la especie conocida en el acuarismo como "endler" en su honor. Este pez de brillantes colores fue anteriormente considerado una variante geográfica del guppy (Poecilia reticulata), pero ahora es considerado una especie separada: Poecilia wingei. Entre los biólogos es conocido por sus trabajos experimentales, induciendo evolución a pequeña escala en el laboratorio. Además de su trabajo con guppy, ha estudiado otras muchas especies, incluyendo el comportamiento de Ptilonorhynchidae.

## Bibliografía

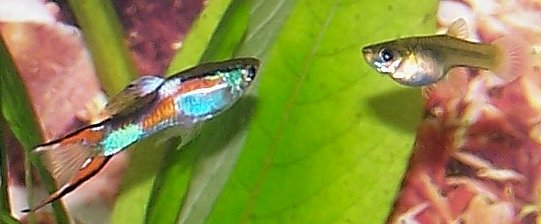
Endler, ahora clasificado como Poecilia wingei

### Libros
- Endler, John A. (1977). Geographic variation, speciation, and clines. Princeton, NJ: Princeton University Press.
- Endler, John A. (1986). Natural selection in the wild. Princeton, NJ: Princeton University Press.

### Artículos destacados
- Endler, J. A. (1980). Natural selection on color patterns in Poecilia reticulata. Evolution, 34, 76-91.
- Endler, J. A. (1990). On the measurement and classification of color in studies of animal color patterns. Biological Journal of the Linnean Society, 41, 315-352.
- Reznick, D. A., Bryga, H., & Endler, J. A. (1990). Experimentally induced life history evolution in a natural population. Nature, 346, 357-359.

### Artículos recientes
- Endler, J. A., & Day, L. B (2006). Ornament colour selection, visual contrast and the shape of colour preference functions in great bowerbirds, Chlamydera nuchalis. Animal Behaviour, 72, 1405-1416.
- Endler, J. A., & Mielke, P. W. (2005). Comparing entire colour patterns as birds see them. Biological Journal of the Linnean Society, 86, 405-431.
- Endler, J. A., Westcott, D. A., Madden, J. R., & Robson, T (2005). Animal visual systems and the evolution of color patterns: Sensory processing illuminates signal evolution. Evolution, 59, 1795-1818.